# Agnetha
Agnetha (auch Agneta) ist ein weiblicher Vorname.

## Herkunft und Bedeutung
Er ist die skandinavische Form des Namens Agnes.

## Varianten
Agneta, Agnete, Agnethe

## Bekannte Namensträgerinnen
Agnetha
- Agnetha Åsheim (* 1982), norwegische Skilangläuferin
- Agnetha Fältskog (* 1950), schwedische Sängerin (ABBA) und Komponistin

Agnethe
- Agnethe Davidsen (1947–2007), grönländische Politikerin (Siumut) und Richterin
- Agnethe Nielsen (1925–2011), grönländische Politikerin (Atassut) und Frauenrechtlerin
- Agnethe Siquans (* 1971), österreichische Theologin und Hochschullehrerin

Agnete
- Agnete Carlsen (* 1971), norwegische Fußballspielerin
- Agnete Friis (1920–2013), dänische Badmintonspielerin
- Agnete Kristin Johnsen Saba (* 1994), norwegisch-samische Sängerin, siehe Agnete
- Agnete Kirk Thinggaard (* 1983), dänische Dressurreiterin
- Agnete Olsen (1909–1997), dänische Schwimmerin